# Гановський Євген
Євген Ганóвський (нар. 5 квітня 1927, с. Улашківці нині Чортківського району Тернопільської області) — американський громадський діяч.

## Життєпис
Навчався в Українському вільному університеті у м. Мюнхен (Німеччина), Левенському католицькому університеті (1951—1955, 1958—1960), Вищій економічній школі (1960).
Від 1956 — в містах Чикаго, 1961 — Ньо-Йорк (обидва Сполучені Штати Америки), де працював у банку «Ірвігтон Транс».
Очолював Спілку української молоді Америки, Організацію Оборони Чотирьох Свобід України, українсько-американську фундацію «Воля».
Редактор тижневика «Національна трибуна». Голова Президії Світової конференції державницьких організацій.